# Love and Money
Love and Money é o nono álbum de Eddie Money, lançado em 1995.

## Faixas
1. After This Love Is Gone - 4:31
2. She's Like A Movie - 4:30
3. Run Your Hurt Away - 3:16
4. I'll Be The Fire - 4:24
5. Take It From The Heart - 4:15
6. Died A Thousand Times - 3:48
7. Just No Givin' Up - 3:47
8. I'm Comin' - 3:57
9. Almost Like We Never Met - 4:17
10. Running Out Of Reasons - 4:37
11. There Will Never Be Another You - 3:55